# There Will Be a Way
There Will Be a Way è un singolo del cantante olandese Dotan, pubblicato il 6 novembre 2020.

## Tracce
1. There Will Be a Way – 3:17

## Classifiche
| Classifica (2020) | Posizione massima |
| ----------------- | ----------------- |
| Paesi Bassi       | 78                |